# Miedzichowo
Miedzichowo (prononciation : [mjɛd͡ʑiˈxɔvɔ], en allemand : Kupferhammer) est un village de Pologne, situé dans la voïvodie de Grande-Pologne. Elle est le chef-lieu de la gmina de Miedzichowo, dans le powiat de Nowy Tomyśl.
Il se situe à 14 kilomètres au nord-ouest de Nowy Tomyśl (siège du powiat) et à 66 kilomètres à l'ouest de Poznań (capitale régionale).

## Histoire
De 1975 à 1998, Miedzichowo faisait partie du territoire de la voïvodie de Gorzów.

Depuis 1999, le village fait partie du territoire de la voïvodie de Grande-Pologne.
Le village possédait une population de 471 habitants en 2006.